# ジャスト・ザ・ウェイ・ユー・アー
「ジャスト・ザ・ウェイ・ユー・アー」（Just the Way You Are）は、アメリカのシンガーソングライター、ブルーノ・マーズの楽曲である。2010年に発売されたスタジオ・アルバム『ドゥー・ワップス&フーリガンズ』からの先行シングルで、マーズのソロデビュー・シングルとなっている。作詞作曲はマーズ、フィリップ・ローレンス、アリ・レヴァイン、カリル・ウォルトン、カリ・ケイン（以降、ニードルズ）による共作。2010年8月10日にアメリカのコンテンポラリー・ヒット・ラジオで放送され、イギリスでは2010年9月19日に「Just the Way You Are (Amazing)」というタイトルで発売された。本作の歌詞は女性の美しさを称えるもの。
デビュー・シングル『ジャスト・ザ・ウェイ・ユー・アー』は、音楽評論家の間で賛否両論の評価を受けており、ザ・スミージントンズによるプロデュースが高く評価される一方で、歌詞については「馬鹿らしくて陳腐」と評されている。アメリカのBillboard Hot 100をはじめ、オーストラリア、カナダ、ニュージーランド、イギリスのシングルチャートで第1位を獲得し、その他の国のシングルチャートでもトップ5にランクインした。アメリカレコード協会から13回ものプラチナ認定、オーストラリアレコード産業協会からは7回ものプラチナ認定、Music Canadaからはダイヤモンド認定を受けた。また、第53回グラミー賞では最優秀男性ポップ・ボーカル・パフォーマンス賞を受賞。
楽曲発表後、多数のアーティストによってカバーされており、メーガン・トレイナーのデビュー曲「オール・アバウト・ザット・ベース」（2014年）にも影響を与えている。

## 歌詞と制作
マーズは本作について「『ジャスト・ザ・ウェイ・ユー・アー』を思いつくのには何か月も費やした。深いことや詩的なことを考えていたわけじゃない。物語を語っていたんだ」と語り、「僕はジョー・コッカーの『美し過ぎて』やエリック・クラプトンの『ワンダフル・トゥナイト』みたいな曲が大好きで、僕にとって『ジャスト・ザ・ウェイ・ユー・アー』はそんな曲なんだ。心に響くだろう？」と付け加えている。
マーズのA&Rであるアーロン・ベイ・シュックは、毎週提出される何百ものトラックなどをチェックを行なう業務を行なっていて、その中でニードルズとウォルトンによるメロディのアイデアが収録されたトラックを発見。ニードルズは、このアイデアをマーズのアルバムで使用することを許可した。これらはすべてベイ・シュックが進めたことであり、「『ジャスト・ザ・ウェイ・ユー・アー』ができたときには、アルバムの半分くらいができていたけど、ブルーノが完成させた時点で、1stシングルができたと思った。あの曲を最初に聴いたときに感じたことはなかったけど、ただとても特別な曲だということはわかった。ブルーノの1stシングルに求められる要素がすべて揃っていたんだ」と語っている。
レヴァインは、「ニートルズがカリル・ウォルトンのメロディのアイデアが入ったトラックを持っていて、それをA&Rの1人から紹介された。ブルーノとフィルがコーラスを考えて、それをニードルズがファイルで送ってくれて、僕らは音を置き換えて、MPCでドラムを打ち込んで、曲の残りの部分を作った。ニードルズにもウォルトンにも会ったことはないよ」と説明している。本作は、ルーペ・フィアスコやシーロー・グリーンへの提供が想定されていたが、マーズはそのまま自分の曲とすることを決めた。
「ジャスト・ザ・ウェイ・ユー・アー」の作詞作曲はマーズ、ローレンス、レヴァイン、ウォルトン、ニードルズによる共作で、プロデュースはニードルズとザ・スミージントンズが手がけた。レヴァイン、ニードルズ、マーズの3人は楽器演奏も担当した。ミキシングは、ロサンゼルスにあるララビー・サウンド・スタジオでマニー・マロクインによって行なわれ、クリスチャン・プラタとエリック・マドリッドがアシスタントを務めた。マスタリングは、カリフォルニア州ハリウッドにあるマーカソン・マスタリングでスティーブン・マーカソンによって行なわれた。

## リリース
シングル『ジャスト・ザ・ウェイ・ユー・アー』は、アルバム『ドゥー・ワップス&フーリガンズ』からの先行シングルとして発売された。2010年7月20日にエレクトラ・レコードがアメリカでダウンロード販売を開始。8月10日にエレクトラ・レコードとアトランティック・レコードがアメリカのコンテンポラリー・ヒット・ラジオで本作を放送。9月27日に「Just the Way You Are (Amazing)」というタイトルでデジタル・ダウンロード販売が開始され、同日にイギリスでのダウンロード販売が開始された。11月2日に7種類のリミックス・バージョンのデジタル・ダウンロード販売がアメリカで開始された。11月12日にドイツ、オーストリア、スイスでCDシングルとして発売され、CDシングルには本作のアルバム・バージョンとスクリレックスによるリミックス・バージョンが収録された。11月12日には、複数のリミックス・バージョンを収録したEPが各国で発売された。11月25日には、ラッパーのルーペ・フィアスコが参加したリミックス・バージョンおよびミュージック・ビデオを収録したデラックス・エディションが発売された。なお、このリミックス・バージョンは、『ドゥー・ワップス&フーリガンズ』のデラックス・エディションにも収録されている。

## 曲の構成と歌詞の解釈
「ジャスト・ザ・ウェイ・ユー・アー」は、ポップ、R&B、ソフトロックの要素を持つバラードである。演奏面では、ピアノと「ヒップホップ風のブレイクビーツが特徴となっている。The Vineのティム・バイロンは「サビの頭の急上昇するメロディは、少しの緊張感をもたらした後、シンプルかつ曲のフックとして効果的なサビの（これまたキャッチーな）タグとなってその緊張感を和らいでいる」と述べている。ガーディアン紙の音楽評論家であるポール・レスターは、マーズの「陽気なファルセット」について「個性がない」と評している。ビルボード誌は、本作におけるマーズについて「夢見るようなソプラノをさらに進化させている」と評している。本作のキーはFメジャーで、 F–Dm–B♭–Fと進行する。マーズのボーカルの音域はF3からC5。
ビルボード誌は「ジャスト・ザ・ウェイ・ユー・アー」を「心地よいジャム」と評し、エンターテインメント・ウィークリー誌は「甘美なバラード」と評している。ディジタル・スパイのニック・レヴィンは「大きな心を持った都会的なピアノ・バラード」とし、そのサウンドを2009年に発売された「エンパイア・ステイト・オブ・マインド」と比較している。インデペンデントのアンディ・ギルは「R&Bの領域にU2のような周期的なグルーヴを巧みに加えている」と述べている。オールミュージックのティム・センドラは、このデビュー・シングルについて「瑞々しいロマンティック」と評し、ニュージーランド・ヘラルド紙のスコット・カラは「バラード・ブギ」と評している。
歌詞は、マーズが「自分の夢の中にいる美しい女性への愛」を告白するという内容になっており、「When you smile, the whole world stops and stare for a while / 'Cause girl you're amazing, just the way you are（君が笑うと、世界が止まってしばらく見とれてしまう / だって君はすごく美しいから、そのままの君でいて）」というフレーズが含まれている。バイロンは、このフレーズについて、「効果的。ヴァースの冒頭で繰り返されるこのフレーズはキャッチーだ」と述べている。

## 評価や受賞歴
本作は、音楽評論家からさまざまな評価を受けている。『ディジタル・スパイ』のニック・レヴィンは、本作を4つ星（5つ星中）の評価をし、「ジェイ・Z featuring アリシア・キーズの『エンパイア・ステイト・オブ・マインド』に似た、インスタント・クラシックの雰囲気のある大きな心を持った都会的なピアノ・バラード」と評した。『ビルボード』誌は、「安定したダンサブルなリズムとシンガロングのコーラスで、マーズは自分の権利でソロの優勝候補としての地位を確立することができる心地いいジャムを作った」と述べている。『コンシークエンス・オブ・サウンド』のアレックス・ヤングは、「紛れもなくキャッチーなコーラスを持つこの曲が、（誰かの結婚式に加えて）今年のラジオの定番曲となっていることは当然のこと」と述べている。『オールミュージック』のティム・センドラは、「深い内容ではなく、詩的でもない」とする一方で、「甘美な演奏と歌は、キュートなイメージを醸しだし、ティーンエイジャーからお年寄りまでの心を溶かす」と評している。『アイリッシュ・タイムズ』紙のトニー・クレイトンは、「自然に笑顔を誘う純真なポップス」と表現している。
一方、『The Vine』のティム・バイロンは、1977年に発売されたビリー・ジョエルの同名曲と比較し、後者は「もう少し曖昧で、人間関係の特徴である浮き沈みをより意識している」と述べている。『musicOMH』のジェイミー・ミルトンは、そのテンポからポップ・ソングと間違われることがあると説明したうえで、「久々に聴く最もさっぱりとしたバラードの1つ」としている。『Contactmusic.com』のニマ・バニアマーは、このシングルによってマーズが他のR&Bミュージシャンから際立った存在ではないと感じたとし、「クライマックスを迎えることなく、シンプルで平坦で、かなり陳腐で安っぽい印象を与える」と評している。
本作は、第53回グラミー賞で最優秀男性ポップ・ボーカル・パフォーマンス賞を受賞した。2011年のビルボード・ミュージック・アワードでは、トップ Hot 100ソング賞やトップ・ラジオ・ソング賞など複数の賞にノミネートされ、このうちトップ・ラジオ・ソング賞を受賞した。同年のティーン・チョイス・アワードでは音楽部門のラブソング賞にノミネートされ、ASCAPポップ・ミュージック・アワードでは最優秀パフォーマンス・ソング賞を受賞した。香港電台の国際ポップポール・アワードでTop 10 Gold International Gold Songsを受賞した。

## 商業的反響
「ジャスト・ザ・ウェイ・ユー・アー」は、アメリカのBillboard Hot 100（2010年10月2日付）で、ケイティ・ペリーの「ティーンエイジ・ドリーム」を抑えて第1位を獲得した。本作は2010年8月7日付のチャートで初めてチャートインし、2011年7月2日に圏外にチャートアウトするまで、計48週にわたってチャートインした。2015年10月時点で、国内での670万ダウンロードを記録。アメリカレコード協会から13回ものプラチナ認定を受けた。Adult Contemporaryチャートでは、20週にわたって首位を維持していた。Greatest of All Time Hot 100 Singlesでは第79位を獲得。カナダのCanadian Hot 100でも第1位を獲得し、Music Canadaからダイヤモンド認定を受けた。
2010年9月26日、本作はマーズにとってイギリスにおいて第1位を獲得した2作目のシングルとなり、2010年10月24日に11万6000枚の売上を記録し、第1位に返り咲いた。2010年内に76万6000枚の売上を記録し、その年において第3位となる売上となった。2013年4月9日時点でイギリスにおける歴代9番目となるダウンロード数を記録。2011年8月2日にイギリスにおける108番目に売上枚数が多いシングルとなった。2017年9月時点で、21世紀のイギリスで17番目に売れたシングルとなっている。英国レコード産業協会から3回ものプラチナ認定を受けた。
オランダのDutch Top 40や、オーストラリアのARIAチャートでも第1位を獲得し、オーストラリアレコード産業協会からは7回ものプラチナ認定を受けた。ニュージーランドでは、2010年8月2日付のシングルチャートで初登場31位を獲得し、32週にわたってチャートインし、うち2週で第1位を獲得した。
フランスのシングルチャートでは最高位33位を獲得し、28週にわたってチャートインした。スイスでは最高位3位、アイルランドでは第1位、ベルギー（フランデレン地域）では最高位4位、ドイツとスウェーデンでは最高位2位を獲得した。シングル『ジャスト・ザ・ウェイ・ユー・アー』は、2011年に最も売れたデジタル・シングルで、年間を通して全世界で1250万以上の売上を記録し、史上最も売れたシングルの1つとなった。また、イギリスで最も売れたシングルの1つともなっており、約117万の売上を記録して第74位を獲得した。

## ミュージック・ビデオ
「ジャスト・ザ・ウェイ・ユー・アー」のミュージック・ビデオは、イーサン・ランダーが監督を務めた作品で、2010年9月にロサンゼルスのダウンタウンで撮影され、同月8日に公開された。ビデオには、ペルー系オーストラリア人の女優であるナタリー・ケリーが出演している。ビデオは、エリカ・アリリス・シモンズのアートワークにインスパイアされた作品となっている。
このミュージック・ビデオは、2011年のMTV Video Music Aid Japanで最優秀男性アーティストビデオ賞を受賞。同年のMyx Music Awardsでは「Myx Music Awards」を受賞し、MuchMusic Video Awardsでは3部門にノミネートした。

## ライブ・パフォーマンス
2010年8月25日のバワリー・ボールルーム公演で、青のタキシードと黒のネクタイを着用したブルーノ・マーズは、4人組のバンドを率いて本作を演奏。同公演での演奏について、スピン誌のジョン・マクドナルドは「ところどころでピッチの問題があったものの、マーズがソングライターであることと同じくらいに優れたパフォーマーであることを証明した」と述べている。2010年10月9日に放送された『サタデー・ナイト・ライヴ』や、同月14日に放送された『エレンの部屋』でも演奏している。2010年10月22日に行なわれた『Billboard Tastemakers』のビデオ撮影では、ソウルフルなアレンジで演奏され、2010年の『The Grammy Nominations Concert』ではアコースティック・バージョンで演奏された。
自身初のワールド・ツアー『The Doo-Wops & Hooligans Tour』（2010年 - 2012年）では12曲目に演奏され、『Hooligans in Wondaland Tour』（2011年）ではアンコールで演奏された。以降も、『The Moonshine Jungle Tour』（2013年 - 2014年）、『24K Magic World Tour』（2017年 - 2018年）でも演奏された。2017年にチャリティー同盟「Somos Una Voz」主催のもとで行なわれたチャリティー・コンサートでは、スペイン語で歌われた。

## シングル収録曲
| #         | タイトル                 | 作詞 | 作曲・編曲 | 時間 |
| --------- | ------------------------ | ---- | ---------- | ---- |
| 1.        | 「Just the Way You Are」 |      |            | 3:40 |
| 合計時間: | 合計時間:                | 3:40 |            |      |

| #         | タイトル                                                | 作詞  | 作曲・編曲 | 時間 |
| --------- | ------------------------------------------------------- | ----- | ---------- | ---- |
| 1.        | 「Just the Way You Are」                                |       |            | 3:40 |
| 2.        | 「Just the Way You Are」(featuring Lupe Fiasco) (Remix) |       |            | 3:58 |
| 3.        | 「Just the Way You Are」(music video)                   |       |            | 3:56 |
| 合計時間: | 合計時間:                                               | 11:34 |            |      |

| #         | タイトル                                        | 作詞 | 作曲・編曲 | 時間 |
| --------- | ----------------------------------------------- | ---- | ---------- | ---- |
| 1.        | 「Just the Way You Are」                        |      |            | 3:40 |
| 2.        | 「Just the Way You Are」(Skrillex Batboi Remix) |      |            | 3:50 |
| 合計時間: | 合計時間:                                       | 7:30 |            |      |

| #         | タイトル                                                           | 作詞  | 作曲・編曲 | 時間 |
| --------- | ------------------------------------------------------------------ | ----- | ---------- | ---- |
| 1.        | 「Just the Way You Are」(Simon Steur Club Mix)                     |       |            | 5:37 |
| 2.        | 「Just the Way You Are」(Simon Steur Dub)                          |       |            | 5:37 |
| 3.        | 「Just the Way You Are」(Carl Louis & Martin Danielle Club Mix)    |       |            | 5:19 |
| 4.        | 「Just the Way You Are」(Carl Louis & Martin Danielle Classic Mix) |       |            | 5:17 |
| 5.        | 「Just the Way You Are」(Manufactured Superstars Remix)            |       |            | 7:24 |
| 6.        | 「Just the Way You Are」(Steve Smart & Westfunk Club Mix)          |       |            | 7:06 |
| 7.        | 「Just the Way You Are」(Skrillex Batboi Remix)                    |       |            | 3:49 |
| 合計時間: | 合計時間:                                                          | 40:09 |            |      |

## クレジット
※出典
| - ブルーノ・マーズ - ボーカル、作詞作曲、楽器演奏 - フィリップ・ローレンス - 作詞作曲 - アリ・レヴァイン - 作詞作曲、楽器演奏、エンジニア - ザ・スミージントンズ - プロデュース - ニードルズ - プロデュース、作詞作曲 | - カリル・ウォルトン - 作詞作曲 - マニー・マロクイン - ミキシング - クリスチャン・プラタ - ミキシング・アシスタント - エリック・マドリッド - ミキシング・アシスタント - スティーブン・マーカソン - マスタリング |

## カバー・バージョン

### EXILE ATSUSHIによるカバー
EXILE ATSUSHIは、マーズを「世界で最も音楽のセンスと才能のあるアーティストのうちの1人」として挙げている。スタジオでの楽曲制作中に、本作のサビの日本語の歌詞が浮かんだATSUSHIは、「日本語で歌うことができれば、より多くの日本人の心に想いが伝わり、温かいメッセージが届けられるのでは」という想いから日本語詞を書き下ろしてカバーした。このカバー・バージョンをマーズに聴かせたことをきっかけに2人の交流が始まり、2017年末にワシントンD.C.で行なわれたマーズのライブにATSUSHIが訪れ、ここで初対面を果たした。ATSUSHIの訪問とカバーについて、マーズは「日本のビッグスターに会えてとても嬉しいよ。僕の曲をカバーしてくれたことをとても誇りに思う。ありがとう！」とコメントした。
音楽ジャーナリストの高橋芳朗は、「歌詞も含めて、原曲の世界観を崩さないように忠実に再現しているカバーで、とても好感が持てる」とし、「意味が通じるところは英語詞もそのまま残していて、ブルーノ・マーズのファンが聴いても納得できる仕上がりではないでしょうか」と述べている。
シングル『Just The Way You Are』は、2018年4月11日にATSUSHIの海外留学からの帰国後初のソロシングルとして発売された。シングルのカップリングとして収録された3曲は、ボーイズIIメンのネイサン・モリスとの共作曲および海外で制作された全英語詞の楽曲となっている。「CD」と「CD+DVD」の2形態でのリリースで、DVDにはニューヨークやロサンゼルスで撮影されたミュージック・ビデオ4本が収録された。シングルは、4月23日付のオリコン週間シングルランキングで最高位6位、Billboard Japan Top Singles Salesで最高位8位を獲得した。
シングルの発売に先駆け、2018年2月28日と3月1日に京セラドーム大阪で開催された『EXILE ATSUSHI PREMIUM LIVE 2018』で披露された。

#### シングル収録曲（EXILE ATSUSHI版）
| #         | タイトル                               | 作詞                      | 作曲                                                            | 編曲                    | 時間  |
| --------- | -------------------------------------- | ------------------------- | --------------------------------------------------------------- | ----------------------- | ----- |
| 1.        | 「Just The Way You Are」               | - ATSUSHI（日本語詞）     | Bruno Mars Phillip Lawrence Ari Levine Khalil Walton Khari Cain |                         | 4:00  |
| 2.        | 「I think of you」                     | Rob Moore                 | T.Kura Rob Moore michico                                        | T.Kura                  | 5:10  |
| 3.        | 「More...」                            | Nathan Morris Marc Nelson | Nathan Morris Marc Nelson ATSUSHI DJ Chika a.k.a. Inherit       | DJ Chika a.k.a. Inherit | 5:16  |
| 4.        | 「Do You Remember」                    | JP                        | JP pochi                                                        | pochi                   | 3:48  |
| 5.        | 「Just The Way You Are」(Instrumental) |                           |                                                                 |                         | 3:56  |
| 6.        | 「I think of you」(Instrumental)       |                           |                                                                 |                         | 5:07  |
| 7.        | 「More...」(Instrumental)              |                           |                                                                 |                         | 5:16  |
| 8.        | 「Do You Remember」(Instrumental)      |                           |                                                                 |                         | 3:44  |
| 合計時間: | 合計時間:                              | 合計時間:                 | 合計時間:                                                       | 合計時間:               | 36:17 |

| #  | タイトル                              | 作詞 | 作曲・編曲 |
| -- | ------------------------------------- | ---- | ---------- |
| 1. | 「Just The Way You Are」(Music Video) |      |            |
| 2. | 「I think of you」(Music Video)       |      |            |
| 3. | 「More...」(Music Video)              |      |            |
| 4. | 「Do You Remember」(Music Video)      |      |            |

### その他のアーティストによるカバー
2010年10月29日にBBC Radio 1の『Live Lounge』におけるザ・ウォンテッドのネイサン・サイクスによる演奏が、本作初のカバー・バージョンとなっている。ピアス・ザ・ヴェイルは、2011年に発売したコンピレーション・アルバム『Punk Goes Pop 4』に本作のカバー・バージョンを収録。2010年11月23日に放送されたアメリカのテレビドラマ『glee/グリー』のエピソード「Furt」では、コリー・モンティスが本作を歌唱した。モンティスによるカバー・バージョンは、カナダで最高位24位、アメリカで最高位40位、オーストラリアで最高位47位、アイルランドで最高位48位を獲得した。
イギリスのリアリティ音楽オーディション番組『Xファイター』のファイナリストであるダニエル・エバンスは、2013年12月2日に発売されたアルバム『Wicked Game』で本作をカバー。同番組の第7シーズンの優勝者であるマット・カードルは、ライブショーの第2週で本作を演奏し、後に改めてレコーディングを行ない、2010年に発売したデビュー・シングル『When We Collide』にカバー・バージョンを収録した。
2012年、カルロス・ロゼが自身のデビュー・シングルとして本作をカバー。ロゼによるカバー・バージョンは、ビルボード誌のHot Latin Songsで最高位31位を獲得した。ジョニー・マティスは、2017年に発売した『Johnny Mathis Sings the Great New American Songbook』で本作をカバー。

## チャート成績
| チャート (2010年 - 2011年)                 | 最高位 |
| ------------------------------------------ | ------ |
| オーストラリア (ARIA)                      | 1      |
| オーストリア (Ö3 Austria Top 40)           | 1      |
| ベルギー (Ultratop 50 Flanders)            | 4      |
| ベルギー (Ultratop 50 Wallonia)            | 17     |
| カナダ (Canadian Hot 100)                  | 1      |
| カナダ AC (Billboard)                      | 1      |
| カナダ CHR/Top 40 (Billboard)              | 1      |
| カナダ Hot AC (Billboard)                  | 1      |
| チェコ (Rádio Top 100)                     | 14     |
| デンマーク (Tracklisten)                   | 6      |
| フィンランド (Suomen virallinen lista)     | 17     |
| フランス (SNEP)                            | 33     |
| ドイツ (GfK Entertainment charts)          | 2      |
| Global 200 (Billboard)                     | 162    |
| ハンガリー (Rádiós Top 40)                 | 2      |
| イタリア (FIMI)                            | 5      |
| アイルランド (IRMA)                        | 1      |
| イスラエル (Media Forest)                  | 1      |
| 日本 (Japan Hot 100)                       | 51     |
| Luxembourg Digital Songs (Billboard)       | 6      |
| Mexico Airplay (Billboard)                 | 9      |
| オランダ (Dutch Top 40)                    | 1      |
| オランダ (Single Top 100)                  | 1      |
| ニュージーランド (Recorded Music NZ)       | 1      |
| ノルウェー (VG-lista)                      | 4      |
| ポーランド (Polish Airplay Top 100)        | 2      |
| Portugal Digital Songs Sales (Billboard)   | 3      |
| ルーマニア (Romanian Top 100)              | 2      |
| スコットランド (Official Charts Company)   | 1      |
| スロバキア (Rádio Top 100)                 | 3      |
| South Korea International Singles (Gaon)   | 13     |
| スペイン (PROMUSICAE)                      | 18     |
| スウェーデン (Sverigetopplistan)           | 2      |
| スイス (Schweizer Hitparade)               | 3      |
| UK シングルス (OCC)                        | 1      |
| US Billboard Hot 100                       | 1      |
| US Adult Contemporary (Billboard)          | 1      |
| US Adult Top 40 (Billboard)                | 1      |
| US Dance/Mix Show Airplay (Billboard)      | 7      |
| US Hot Latin Songs (Billboard)             | 24     |
| US Pop Airplay (Billboard)                 | 1      |
| US Rhythmic (Billboard)                    | 1      |
| Venezuela Pop Rock General (Record Report) | 1      |

| チャート (2010年)         | 最高位 |
| ------------------------- | ------ |
| オーストラリア (ARIA)     | 47     |
| カナダ (Canadian Hot 100) | 24     |
| アイルランド (IRMA)       | 48     |
| US Billboard Hot 100      | 40     |

| チャート (2012年)              | 最高位 |
| ------------------------------ | ------ |
| US Hot Latin Songs (Billboard) | 31     |

| チャート (2018年)                         | 最高位 |
| ----------------------------------------- | ------ |
| 日本 (オリコン)                           | 6      |
| 日本 (オリコンデジタルシングル)           | 4      |
| 日本 (Japan Hot 100)                      | 8      |
| Japan Download Songs (Billboard JAPAN)    | 4      |
| Japan Top Singles Sales (Billboard JAPAN) | 8      |

| チャート (2010年)                    | 順位 |
| ------------------------------------ | ---- |
| オーストラリア (ARIA)                | 8    |
| オーストリア (Ö3 Austria Top 40)     | 53   |
| ベルギー (Ultratop Flanders)         | 58   |
| カナダ (Canadian Hot 100)            | 25   |
| ドイツ (Official German Charts)      | 32   |
| ハンガリー (Rádiós Top 40)           | 49   |
| イタリア (FIMI)                      | 77   |
| アイルランド (IRMA)                  | 6    |
| イスラエル (Media Forest)            | 33   |
| オランダ (Dutch Top 40)              | 16   |
| オランダ (Dutch Top 100)             | 19   |
| ニュージーランド (Recorded Music NZ) | 4    |
| ルーマニア (Romanian Top 100)        | 89   |
| スウェーデン (Sverigetopplistan)     | 9    |
| スイス (Schweizer Hitparade)         | 64   |
| UK Singles (Official Charts Company) | 3    |
| US Billboard Hot 100                 | 18   |
| US Adult Contemporary (Billboard)    | 46   |
| US Adult Top 40 (Billboard)          | 45   |
| US Mainstream Top 40 (Billboard)     | 20   |
| US Rhythmic (Billboard)              | 20   |

| チャート (2011年)                    | 順位 |
| ------------------------------------ | ---- |
| オーストラリア (ARIA)                | 65   |
| オーストリア (Ö3 Austria Top 40)     | 29   |
| ベルギー (Ultratop Flanders)         | 32   |
| ベルギー (Ultratop Wallonia)         | 88   |
| カナダ (Canadian Hot 100)            | 28   |
| デンマーク (Tracklisten)             | 41   |
| ドイツ (Official German Charts)      | 40   |
| ハンガリー (Rádiós Top 40)           | 19   |
| オランダ (Dutch Top 40)              | 64   |
| オランダ (Dutch Top 100)             | 33   |
| ニュージーランド (Recorded Music NZ) | 48   |
| ルーマニア (Romanian Top 100)        | 77   |
| Russian Airplay (Tophit)             | 67   |
| スウェーデン (Sverigetopplistan)     | 35   |
| スイス (Schweizer Hitparade)         | 28   |
| UK Singles (Official Charts Company) | 67   |
| US Billboard Hot 100                 | 15   |
| US Adult Contemporary (Billboard)    | 1    |
| US Adult Top 40 (Billboard)          | 9    |
| US Mainstream Top 40 (Billboard)     | 47   |

| チャート (2010年 - 2019年)           | 順位 |
| ------------------------------------ | ---- |
| オーストラリア (ARIA)                | 86   |
| UK Singles (Official Charts Company) | 55   |
| US Billboard Hot 100                 | 22   |

| チャート                             | 順位 |
| ------------------------------------ | ---- |
| UK Singles (Official Charts Company) | 72   |
| US Billboard Hot 100 (1958 - 2016)   | 82   |

## 認定
| 国/地域 | 認定         | 認定/売上数 |
| --- | ------------ | ----------- |
| オーストラリア (ARIA)                                                                                               | 7× Platinum  | 490,000     |
| オーストリア (IFPI Austria)                                                                                         | Platinum     | 30,000*     |
| ベルギー (BEA) | Platinum     | 30,000*     |
| カナダ (Music Canada)                                                                                               | Diamond      | 800,000     |
| デンマーク (IFPI Danmark)                                                                                           | 2× Platinum  | 180,000     |
| ドイツ (BVMI) | Platinum     | 300,000^    |
| アイルランド (IRMA)                                                                                                 | Platinum     | 15,000^     |
| イタリア (FIMI) | Platinum     | 30,000*     |
| 日本 (RIAJ) | Gold         | 100,000*    |
| メキシコ (AMPROFON)                                                                                                 | Platinum     | 60,000*     |
| ニュージーランド (RMNZ)                                                                                             | 2× Platinum  | 30,000*     |
| ポルトガル (AFP) | Platinum     | 20,000      |
| スペイン (PROMUSICAE)                                                                                               | Gold         | 20,000*     |
| スイス (IFPI Switzerland)                                                                                           | Platinum     | 30,000^     |
| イギリス (BPI) | 3× Platinum  | 1,800,000   |
| アメリカ合衆国 (RIAA)                                                                                               | 13× Platinum | 13,000,000  |
| ストリーミング |              |             |
| デンマーク (IFPI Danmark)                                                                                           | Platinum     | 100,000     |
| 日本 (RIAJ) | Gold         | 50,000,000  |
| * 認定のみに基づく売上数 · ^ 認定のみに基づく出荷枚数 · 認定のみに基づく売上数と再生回数 · 認定のみに基づく再生回数 |              |             |

## リリース日一覧
| 国           | 発売日         | 規格                             | バージョン     | レーベル                         | 注     |
| ------------ | -------------- | -------------------------------- | -------------- | -------------------------------- | ------ |
| アメリカ     | 2010年7月20日  | デジタル・ダウンロード           | Original       | エレクトラ                       | [ 11 ] |
| アメリカ     | 2010年8月10日  | コンテンポラリー・ヒット・ラジオ | Original       | エレクトラ アトランティック      | [ 12 ] |
| イギリス     | 2010年9月27日  | デジタル・ダウンロード           | Original       | Unknown                          | [ 13 ] |
| アメリカ     | 2010年11月2日  | デジタル・ダウンロード           | Remixes        | ワーナー・ミュージック・グループ | [ 15 ] |
| ドイツ       | 2010年11月12日 | CDシングル                       | Original Remix | エレクトラ                       | [ 14 ] |
| オーストリア | 2010年11月12日 | CDシングル                       | Original Remix | エレクトラ                       | [ 14 ] |
| スイス       | 2010年11月12日 | CDシングル                       | Original Remix | エレクトラ                       | [ 14 ] |
| アメリカ     | 2010年11月25日 | デジタル・ダウンロード           | Deluxe single  | エレクトラ                       | [ 16 ] |